# Alekseï Severtsov
Alexeï Nikolaïevitch Severtsov (en russe : Алексей Николаевич Северцов) ; né le 11 septembre 1866 et décédé le 16 décembre 1936) est un zoologue évolutionnaire russe et soviétique qui travaillait sur l’anatomie et la morphologie comparées. C'est le fils du zoologue Nikolai Severtzov. Il a étudié l’évolution des vertébrés et a établi un institut pour la morphologie évolutionnaire qui porte désormais son nom, le Severtsov Institute of Ecology and Evolution. Il a introduit divers concepts de phylo-embryologie et de physiologie évolutive.

## Biographie
Severtsov est né à Moscou où son père était zoologue. Après des études privées à Petrov, ouïezd de Bobrov dans le gouvernement de Voronej, il est allé à l’Université Lomonosov en 1885 et diplômé en 1895. 
Il a ensuite travaillé dans des laboratoires de biologie marine à Villefranche-sur-Mer, Naples, et en Allemagne. Il a reçu un doctorat en 1898 pour la recherche sur les métamères de la tête de la raie torpille et enseigna la zoologie à l’Université de Dorpat (Tartu) et à partir de 1902 à Kiev, puis à partir de 1911 à Moscou. Pour ses travaux sur l’évolution des vertébrés inférieurs, il a reçu en 1919 la médaille Karl Ernst von Baer décernée par l'Académie estonienne des sciences. Il a étudié l’origine de l’appareil maxillaire et les organes respiratoires des poissons. En 1930, il établit un laboratoire d’anatomie et de morphologie évolutives. Severtsov a suivi sur le thème du changement de la fonction de l’organe. 
L’un de ses étudiants était Ivan Schmalhausen. Severtsov a développé la loi biogénétique ou théorie de la récapitulation d’Ernst Haeckel sous le terme qu’il a inventé, phylo-embryologenèse, et a tenté d’expliquer l’évolution par des changements morphologiques et de développement. Il a expliqué cela dans le livre en allemand Morphologische Gesetzmäßigkeiten der Evolution publié en 1931.